# Luis Garavito

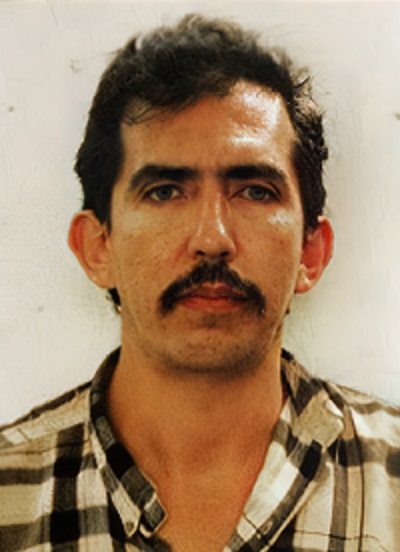
Luis Garavito (April 1999)

Luis Alfredo Garavito Cubillos (* 25. Januar 1957 in Génova, Quindío; † 12. Oktober 2023 in Valledupar) war ein kolumbianischer Serienmörder, der zwischen 1992 und 1999 mindestens 138 Jungen, überwiegend im Alter zwischen 8 und 16 Jahren, tötete.

## Leben
Nach Garavitos eigenen Angaben soll er als das älteste von sieben Kindern in einer Atmosphäre der Gewalt aufgewachsen sein. Er sei von seinem Vater, aber auch von seinen Nachbarn, wiederholt geschlagen und misshandelt worden. Mit 16 Jahren sei er weggelaufen und habe zunächst als Lagerarbeiter, danach als Straßenverkäufer gearbeitet. Wegen Alkoholismus und seelischen Erkrankungen sei er in Behandlung gewesen, da er als suizidgefährdet gegolten haben soll.

## Vorgehen bei den Verbrechen
Garavito, der als pädophil charakterisiert wird, handelte vor allem aus sadistischen Motiven heraus. Er ging bei seinen Taten strategisch nach einem bestimmten Muster vor, indem er die Kinder zunächst nach bestimmten, ihm genehmen äußeren Merkmalen tagsüber auswählte, um sie dann mit einschmeichelnden Worten und diversen Versprechungen in ein abgelegenes Gelände unweit des Ortskerns zu locken. Unter Alkoholeinfluss fesselte, folterte und vergewaltigte er dort die Kinder, schnitt ihnen anschließend die Kehle durch und enthauptete sie. Er war in mindestens 59 Städten in elf kolumbianischen Departamentos aktiv. Der Schwerpunkt der Taten lag in der westkolumbianischen Provinz Risaralda.

## Verlauf der Ermittlungen
Zu Ermittlungen kam es 1998, nachdem in einem Kaffeeanbaugebiet nahe der Stadt Pereira 36 verweste Kinderleichen entdeckt worden waren, die nur oberflächlich auf einem verunkrauteten Grundstück verscharrt waren. Die darauf einsetzenden Ermittlungen waren die umfangreichsten der kolumbianischen Kriminalgeschichte. Mit Hotel- und Busrechnungen, Telegrammen und Zeugenaussagen kam die Polizei Garavito auf die Spur. Er hatte sich nachweislich immer dort unter falschem Namen aufgehalten, wo Kinder spurlos verschwunden waren. Da er auch in das Nachbarland Ecuador gereist ist, befürchten die Behörden, dass er auch dort gemordet hat. Er gestand die Ermordung von 140 Kindern.

## Bestrafung
Nach dem Bekanntwerden des Falles entbrannte in dem südamerikanischen Land eine Debatte über das Strafmaß für den Mörder. Polizeichef General Rosso Jose Serrano forderte wie zahlreiche Angehörige der Opfer die Todesstrafe für Garavito, obwohl es diese in Kolumbien nicht gibt. Da in Kolumbien eine längere Gefängnisstrafe verboten ist, wurde er am 17. Dezember 1999 zu 30 Jahren Haft verurteilt. Wegen der Mithilfe beim Auffinden der Leichen seiner Todesopfer wurde seine Haft auf 22 Jahre heruntergesetzt.
Im Jahr 2023 hätte Garavito auf Bewährung entlassen werden können, was laut BBC von vielen Menschen in Kolumbien kritisch gesehen wurde. Er starb jedoch, bevor die Entscheidung einer Haftentlassung getroffen werden konnte.